# Micki 19:50
Micki 19:50 (Føljeton) er både en roman og en digital føljeton af den danske forfatter Christian Reslow fra 2010.
Føljetonen blev udgivet på internet hjemmesiden Facebook, tænkt som en ekstra gode for de 'fans', der er tilknyttet Christian Reslows 'fanside'. Sidenhen er føljetonen blevet udgivet i bogform, grundet sin popularitet.
I modsætning til Reslows tidligere historier, foregår Micki 19:50 i Danmark; nærmere bestemt i et unavngivent teater et sted i Nordsjælland.
Føljetonen blev oprindeligt frigivet over en periode på syv uger, således at en ny del (kaldet akt i historien) kunne downloades eller læses direkte fra internettet hver fredag. Første del 'Lys, Kamera...' blev frigivet fredag d.9. Juli 2010. 
Christian Reslow skrev en kort introduktion til hver ny del, som kunne læses på den hjemmeside, hvorfra den pågældende del kunne downloades. Disse introduktioner er ikke med i bog-udgaven af 'Micki 19:50' 

## Synopsis
Micki 19:50 er delt ind i syv 'akter', udgivet med en uges mellemrum.

1. Akt: Lys, Kamera... 
(udgivet d.9/7 – 2010)
Første del omhandler Tonni, en utilpasset og sarkastisk kameramand med en begyndende arbejdsskade, Georg, en ældre dirigent med planer om at gå på pension den efterfølgende dag og Raquelle, en smuk popdiva, kendt for at have genopfundet musikgenren 'Popera' – En krydsning mellem pop og opera.
Miss Raquelle har overtalt sin agent til at arrangere tre koncerter i hendes hjemegn på nordsjælland og ved historiens start skal Raquelle netop til at træde på scenen til den tredje og sidste af disse. Kameramanden Tonni er hyret til at filme koncerten til en planlagt DVD udgivelse og dirigenten Georg skal styre orkesteret, der akkompagnerer Raquelle. 
Det bliver afsløret, at Raquelle lider af det sjældne Fetus in fetu syndrom, hvor enæggede tvillinger smelter sammen til ét barn i livmoderen. Af uforklarlige årsager synes Raquelles tvilling (der udgør indmaden af hendes ene bryst) at have en aktiv bevidsthed og Raquelle frygter og tror, at tvillingen (som hun har givet navnet Micki) på et tidspunkt vil frigøre sig fra hende og begynde sit eget liv.
1.akt slutter idet Raquelle besvimer på scenen, samtidig med, at alt lyset i teatersalen går ud og efterlader hovedpersonerne i mørket.

2. Akt: Alle Alene 
(udgivet d.16/7 – 2010)
Tonni, Georg og Raquelle møder hinanden på scenen, i det mørke teater. Det går op for dem, at de er alene i bygningen og hverken strøm eller varme virker længere. Raquelles bryst bløder og selvom de to mænd forsøger at hjælpe hende, insister Raquelle på, at hun ikke er kommet til skade og skjuler sit sår for dem. I en stemning af mistillid til hinanden beslutter de tre sig for at følges ad. De begiver sig ud i teatret, i jagten på de forsvundne teatergæster og 2. Akt slutter med, at Raquelle (der er hypermobil) forsøger at kravle gennem et lille hul, i en barrikaderet dør, der fører ud på en balkon på anden sal. 

3. Akt: Tillids Ophør 
(udgivet d.23/7 – 2010)
Sangerinden Raquelle er kommet igennem den smalle døråbning og befinder sig på en balkon, i den mørklagte teatersal, de forlod kort forinden. Tonni, der var for stor til at klemme sig igennem hullet, kaster sin lighter ind til hende og da Raquelle tænder den, ser hun at nogen har skrevet 'JYDEN ER OND!' i blod på væggen. Hun får derefter øje på et bål på scenen, nede i teatersalen og en stor, tavs mand, der står ved siden af bålet. Det sidste hun får øje på er liget af en mand, iklædt en læderjakke og nøgen, fra livet og ned. Hun ser aldrig ligets ansigt eller dødsårsag, da hun straks derefter går i panik. 
På den anden side af den blokerede dør har Georg og Tonni forsøgt at kalde på Raquelle, men uden effekt. Lyden af deres råb passerer åbenbart ikke hullet i døren, af uforklarlige årsager. 
Raquelle, der har skreget ved synet af liget, er derfor både panikslagen og rasende over ikke at blive hørt, idet hun stikker armene igennem hullet og bliver trukket tilbage i sikkerhed. 
På vej ned ad trappen, i jagten på den mand Raquelle har set på trappen, falder Georg langsomt bagud, med smerter i brystet, hvilket ingen af de andre opdager.
Da Tonni og Raquelle når teatersalen er der hverken mand eller bål på scenen og Raquelle slår Tonni i ansigtet, da hun tror, at han ikke tror på hendes historie. Straks derefter hører de dog lyden af en mand, der kalder på en kvinde ved navn Charlotte, inde fra salen. 
Mens Tonni tager kontakt til den fremmede, falder Raquelle diskret ind i skyggerne, pludseligt bange for den fremmede, uden nogen egentlig grund. 
3. Akt slutter med, at Georg falder ned ad den sidste lange sektion trappetrin, tilsyneladende med store smerter i brystet og armen, muligvis også delvist lammet. I teatersalen oplever Raquelle et deja vu, idet den fremmede kommer tæt nok på, til at Tonnis lighter oplyser ham. Især læderjakken, den fremmede har på, virker bekendt.

4. Akt: Jyden Er Ond 
(udgivet d.30/7 – 2010)
Tonni og den fremmede kommer skidt fra start, idet Tonni ubevidst fornærmer den fremmede, der viser sig at være en jydsk gyserforfatter. Fra sit skjulested i skyggerne bemærker Raquelle, at den fremmede, der hurtigt blot bliver kaldt 'Jyden', griner ondskabsfuldt, hver gang Tonni ser væk fra ham.
Tonni og Jyden finder Georg liggende for foden af trappen, uvidende om at Raquelle følger efter dem, gemt i skyggerne og tavs. Georg er blevet slået i stykker af trappen, med adskillige knoglebrud, men han er tilsyneladende også blevet ældet voldsomt, siden Tonni sidst så ham. 
Efter et stykke tid dør Georg, tilsyneladende af alderdom, mens Tonni holder hans hånd og Jyden står bag kameramanden og griner hånende af den døende mand. 
Raquelle stikker af til sit omklædningsrum, hvor hun kaster op i det tilstødende toilet og kravler i skjul i omklædningsrummets mørke. 4.Akt slutter, da Raquelle efter nogen tid hører våde lyde i mørket hos sig og spørger: 'Micki?' – navnet på hendes forsvunde indgroede tvilling.

5. Akt: 19:50 
(udgivet d.6/8 – 2010)
Tonni og Jyden bygger et bål på scenen, for at holde varmen og mens de hviler sig ved det forklarer Tonni om en teori, han har tænkt på siden Georg døde. 
Tonni tror, at de fire tilbageblevne er faldet igennem et hul i tidslinjen og nu befinder sig alene på et punkt i fortiden eller et punkt i fremtiden, hvor intet andet liv eller næring eksisterer. Han forklarer at hans armbåndsur hele tiden vender tilbage til klokken 19:50, som var det tidspunkt, hvor lyset i teatret forsvandt. Tonni forklarer også Jyden om sin rygskade, der er blevet betydeligt værre, siden de 'faldt igennem hullet' og fremsætter så en teori om, at folks naturlige skavanker (Georgs alder, Raquelle's tvilling/bryst, Tonnis ryg) bliver voldsomt accelereret på dette sted, udenfor den naturlige tids-strøm.
Da Tonni til sidst fortæller, at de næppe kan finde mad eller vand i dette 'hul', angriber Jyden ham med ordene: "Den stærke æder den svage og alt det der... Og desværre for dig, Tonni, så er jeg temmeligt fucking sulten!"
Raquelle bliver i mellemtiden ført gennem det mørke teater af Micki, en tavs og mærkelig skikkelse, som hun ikke kan bedømme udseendet på. Hun gennemroder Georgs lommer, finder en masse umiddelbart ligegyldige ting og bliver så ført op på en balkon, i første sals højde. 
Her ser hun Jyden stå ved siden af bålet og hun genkender synet som det hun så, da hun tidligere trådte ud på den blokerede balkon, en etage højere oppe, tidligere på aftenen. Denne gang er Tonni der dog også – siddende på knæ, nøgen og bundet, med Jydens læderjakke bundet om ansigtet. Ovenpå bålet har Jyden placeret en gigantisk gryde, sikkert en af teatrets rekvisiter, som han er ved at fylde med væsken fra teatrets brandslukkere.
Mens Tonni lytter til Jydens vanvittig snak, bliver han enig med sig selv om, at manden er både sindssyg og charmerende, hvilket gør ham aldeles rædselsslagen.
Mens Raquelle ser Jyden tvinge Tonni ned på gulvet og brutalt slå ham bevidstløs, folder hun instinktivt en slynge ud af de ting, hun har taget fra Georgs lommer. Som ammunition vil hun bruge Georgs lommeur, der – naturligvis – er gået i stå på klokken 19:50. 

6. Akt: Micki 
(udgivet d.13/8 – 2010)
Jyden kæler og slikker på Tonnis bevidstløse krop, mens han tænker på hvordan han skal æde ham. Jydens naturlige skavank, der som de andres også er blevet eskaleret, er hans vanvid og hans nysgerrighed efter kannibalisme. 
Man fornemmer at Jyden er en større personlighed på diverse forummer for kannibaler og har en mindre eller større flok tilhængere, der ville følge ham i hans kannibalistiske udflugter, skulle han en dag beslutte sig for at gøre alvor af sine lyster.
Mens Raquelle tænder en cigar, som afledning for Jydens opmærksomhed og lægger den til rette på gelænderet begynder Tonni at skrige. Jyden har netop indført en nøgle i Tonnis navle og er gået i gang med at sprætte ham op, fra navle til bryst.
I panik affyrer Raquelle lommeuret med slyngen og rammer forbi Jyden. Lommeuret rammer i stedet Tonnis gennembankede ansigt, med en sådan kraft, at det sætter sig fast i hans næsehule, med urskiven ud af, visende tiden 19:50. 
Jyden, forvirret og overrasket, bliver opslugt af latter over synet og det lykkes Tonni at halte væk derfra, med uret siddende i ansigtet og sine indvolde i hænderne.
Jyden får øje på den tændte cigar og begynder at lokke med Raquelle, der dog allerede er stukket af fra balkonen. Han bliver dog målløs, da cigaren pludseligt begynder at danse igennem mørket, i første sals højde, med retning mod ham. 
Man følger herefter væsnet Mickis tanker for en stund og det bliver tydeligt, at Micki er vokset i størrelse, ligeså hurtigt som de overlevendes skavanker er vokset. Micki har grebet cigaren og er ved at kravle langs væggen, imod jyden. Selvom Micki ikke virker direkte intelligent, synes den dog at vide mere om, hvorfor de er der, end nogen anden. Det er meningen, at Jyden skal slåes ihjel, for ellers vil han i fremtiden udgøre en trussel imod samfundet – muligvis verden. Det er Mickis og Raquelle 'opgave' at dræbe ham og Tonnis og Georgs 'opgaver' var at give dem tid til at forberede sig.
Tonni forlader salen på nøjagtigt samme tidspunkt som Raquelle ankommer og selvom det virker som om, at de to går lige igennem hinanden, opdager ingen af dem dog den anden. Raquelle ser gløden over sig og hvisker Mickis navn, netop som det skrig, hun selv havde skreget tidligere, pludseligt lyder fra balkonen. Teatret er altså nu delt i flere tidszoner på samme tid og Raquelle kan høre sig selv.
Tonni ankommer til balkonen på anden sal, uden at vide hvor han er og ser, at der skinner elektrisk lys igennem nøglehullet ud til balkonen. Han sætter selv de blodige streger, som han fandt tidligere, idet han nu befinder sig i en tidligere tidlomme. 6. Akt slutter med, at Tonni læner sin ødelagte krop imod døren og trykker håndtaget ned.

7. Akt: Fortæring 
(udgivet d.20/8 – 2010)
Følger det endelige klimaks i historien, hvor Jyden, Micki og Raquelle omsider mødes i en blodig og afsluttende kamp. Tonni ankommer på balkonen, hvor Raquelle tidligere fandt hans lig, i en anden tid og prøver at blokere døren med en løs stolerække. Han skriver sin blodige advarsel på væggen 'Jyden Er Ond!' og dør så endeligt, iklædt Jydens læderjakke, mens lyset går ud, bandet forsvinder og han hører sig selv og Georg kalde til hinanden for første gang. Kampen mellem Jyden, Raquelle og Micki ender brutalt og historien slutter med, at man følger en overlevende, tilbage i sin egen tid igen.

### Trivia
Christian Reslows eget armbåndsur blev brugt til forsiden af facebook føljetonen Micki 19:50. Glasset på armbåndsuret sprang en dag uden varsel og viserne går ind i mellem i stå, men Christian går stadig med uret, fra tid til anden. (kilde mangler)
Bogen har dog en anden forside tegnet af Martin Zauner.
Ulig tidligere udgivelser er der ingen referencer i Micki 19:50 til Christian Reslows øvrige værker. Til gengæld må den psykotiske jyske forfatter formodes at være en selvironisk karikatur over Reslow selv.